# Meet the Boys on the Battlefront
Meet the Boys on the Battlefront est une chanson écrite par George Landry ou traditionnelle et enregistrée par la tribu d'Indiens de Mardi gras The Wild Magnolias (en) en 1974.

## Histoire
La chanson Meet the Boys on the Battlefront a été écrite par George Landry (aka Big Chief Jolly). La mélodie et le rythme sont basés sur Rum and Coca-Cola de Lord Invader.
La chanson est présente sur l'album The Wild Magnolias de 1974 de la tribu d'Indiens de Mardi gras The Wild Magnolias (en).
En 2010, la chaîne HBO reprend le titre de la chanson pour le 2e épisode de la série Treme.